# Laura Margarida Mazzarini
Laura Margarida Mazzarini (em italiano:  Laura Margherita Mazzarini) (1608 - 9 de junho de 1685) era a filha de Pietro Mazzarini e de Ortensia Buffalini. Era irmã do célebre Cardeal Mazarino, Ministro-Chefe de França nos primeiros anos do reinado de Luís XIV, do Cardeal Miguel Mazzarino e de Jerónima Mazzarini.

## Biografia
A 9 de julho de 1634, Laura Margarida casou com o conde Jerónimo Martinozzi (Girolamo Martinozzi) (nascido em 1610). Deste casamento nasceram duas filhas:
- Ana Maria (Roma, 1637-Paris, 4 de fevereiro de 1672)
- Laura (Fano, 27 de maio de 1639–Roma, 19 de julho de 1687).[1]

Em 1647, a pedido do seu irmão, o poderoso ministro Jules Mazarin, ela, a sua irmã Jerónima e respetivas filhas, foram convidados para se instalarem na corte real de França, uma vez que o Cardeal Mazarino se sentia solitário e, sob a proteção dele, seria possível arranjar casamentos vantajosos para as jovens com nobres poderosos.  Primeiro viveu com o resto da família em Aix-en-Provence, mais tarde, no palácio de seu irmão já em Paris e, por fim, instalou-se na Corte da rainha Ana de Áustria, nos apartamentos da Marquesa de La Rochefoucauld.
Os cortesãos franceses, que pretendiam ganhar as boas graças do poderoso Mazarino, procuravam agradar a Laura e a sua família. A rainha tomou a seu encargo a educação das jovens. Ao contrário da sua irmã Jerónima Mazzarini que, nas palavras do abade de Choisy, "nunca incomodava ninguém" , Laura era muito mais ambiciosa.
O seu irmão arranjou vantajosas alianças matrimoniais para as jovens Martinozzis: Laura casou com Afonso IV d'Este, tornando-se duquesa consorte de Módena e Reggio; Ana Maria casou com Armando de Bourbon, tornando-se princesa consorte de Conti.
As suas duas filhas faziam parte das sete sobrinhas do Cardeal Mazarino, conhecidas pelo nome de Mazarinettes.
Uma neta de Laura Margarida, Maria de Módena, veio a ser Rainha consorte de Inglaterra, Escócia e Irlanda por casamento com o rei Jaime II /VII.